# Casey Kelly
Casey Kelly es un compositor y músico estadounidense. Ha escrito varias canciones nominadas al Grammy. Entre sus numerosos éxitos se incluyen cuatro Top Ten de la música country: "Any Who Is't Me Tonight" de Kenny Rogers y Dottie West (nominado al Grammy), "Soon" de Tanya Tucker (nominado al Grammy), "Somewhere Down the Line" de TG Shepherd y "The Cowboy Rides Away" de George Strait. Trabaja como músico de sesión y cantante, actuando en clubes y conciertos en Estados Unidos y Europa. Es miembro de ASCAP, NSAI, la Junta de consejeros del Songwriters Guild of America.

## Carrera musical
Kelly comenzó su carrera actuando en Baton Rouge con un grupo local conocido como Greek Fountains. Luego se mudó a la ciudad de Nueva York para trabajar como músico de sesión, cantante, compositor, arreglista, editor musical, productor discográfico y ejecutivo de una compañía discográfica. También realizó una gira con Tom Rush, tocando la guitarra, la armónica y el piano. Luego fue a Los Ángeles, donde firmó un contrato con el productor Joe Wissert a través del sello discográfico Warner Brothers Records. Después de lanzar un sencillo con Warner Brothers Records, se pasó a A&M Records.
Su siguiente contrato discográfico fue con Elektra Records, donde trabajó con el productor Richard Sanford Orshoff, grabando dos LP aclamados a nivel nacional, "Casey Kelly" y "For Sale". Realizó numerosas giras abriendo espectáculos, por ejemplo, de America y Frank Zappa.

## Carrera como compositor
Reclutado por el famoso editor y productor Bob Montgomery, se mudó a Nashville en 1978, donde ha vivido desde entonces, escribiendo para numerosos artistas. Además de sus diez principales éxitos country, también escribió " That Road Not Taken " de Joe Diffie, "Only Game in Town" de America y "Resign Yourself" de Nitty Gritty Dirt Band. También tuvo un éxito en la radio con su propia canción "Poor Boy".

## Lista de éxitos
La siguiente es una lista de composiciones de Casey Kelly que fueron un éxito:
| Año  | Título                                                 | Discográfica               | Posición (Billboard) |
| ---- | ------------------------------------------------------ | -------------------------- | -------------------- |
| 1978 | Anyone Who Isn't Me Tonight coescrito con Julie Didier | Kenny Rogers y Dottie West | 2                    |
| 1984 | Somewhere_Down_the_Line coescrito con Lewis Anderson   | TG Sheppard                | 3                    |
| 1985 | The Cowboy Rides Away coescrito con Sonny Throckmorton | Estrecho de George         | 5                    |
| 1993 | Soon coescrito con Bob Regan                           | Tanya Tucker               | 2                    |
| 1995 | That Road Not Taken coescrito con Deborah Beasley      | Joe Diffie                 | 40                   |

## Grabaciones de Casey Kelly
- 1972: "Casey Kelly" – Casey Kelly[5]
- 1973: "For Sale" – Casey Kelly[6]
- 1995: "Himownself: The Hits" - Casey Kelly
- 2017: "The Long Road to You" - Kelly&Ellis (Casey Kelly and Leslie Ellis)

## Libros escritos por Casey Kelly
En 2011, Kelly y el David Hodge publicaron un texto de autoayuda para compositores titulado The Complete Idiot's Guide to the Art of Songwriting .